# Don Segundo Sombra (film)
Pour plus de détails, voir Fiche technique et Distribution.
Don Segundo Sombra est un film argentin réalisé par Manuel Antín, sorti en 1969.

## Synopsis
À San Antonio de Areco, dans la pampa argentine, Fabio Cáceres se remémore son enfance d'orphelin auprès de son parrain Don Segundo Sombra, un gaucho solitaire.

## Fiche technique
- Titre : Don Segundo Sombra
- Réalisation : Manuel Antín
- Scénario : Manuel Antín d'après le roman de Ricardo Güiraldes
- Musique : Adolfo Morpurgo
- Photographie : Miguel Rodríguez
- Montage : Antonio Ripoll
- Production : Manuel Antín
- Société de production : Norma-Viga
- Pays :  Argentine
- Genre : Drame
- Durée : 105 minutes
- Dates de sortie : 
  -  Argentine : 14 août 1969

## Distribution
- Adolfo Güiraldes : Don Segundo Sombra
- Juan Carvalledo : Fabio jeune
- Luis Manuel de la Cuesta
- Luis Medina Castro : Antenor
- Juan Carlos Gené : Don Sixto
- Soledad Silveyra : Aurora
- Héctor Alterio : Gaucho en noir
- Alejandra Boero : Charlatane
- Maria Luz Harriague : Paula
- Fernando Vegal : Burgos
- Lito Cruz : Goyo
- Juan Carlos Galván
- Jorge Hacker

## Distinctions
Le film a été présenté en sélection officielle en compétition au Festival de Cannes 1970.